# 王长江 (1959年)
王长江（1959年2月—），河北滦县人，汉族，中国共产党党员。中华人民共和国政治人物、第十三届全国人民代表大会解放军和武警部队代表。

## 生平
2018年，王长江被选为解放军和武警部队出席第十三届全国人民代表大会代表。